# Endothenia
Endothenia is een geslacht van vlinders van de familie bladrollers (Tortricidae), uit de onderfamilie Olethreutinae.

## Soorten
- E. affiliana McDunnough, 1942
- E. albolineana (Kearfott, 1907)
- E. alpigena Bradley, 1965
- E. antiquana (Hübner, 1811)
- E. ator Razowski & Brown, 2012
- E. bacillata Diakonoff, 1973
- E. banausopis (Meyrick, 1938)
- E. bira Kawabe, 1976
- E. carbonana Barrett
- E. citharistis (Meyrick, 1909)
- E. conditana (Walsingham, 1879)
- E. designata Kuznetsov, 1970
- E. engone Diakonoff, 1984
- E. ericetana - Andoornkuifbladroller (Humphreys & Westwood, 1845)
- E. euryteles (Meyrick, 1936)
- E. fuligana (Hübner, 1825)
- E. furvida Falkovich, 1971
- E. gentiana Hübner
- E. gentianaeana - Kaardebolbladroller (Hübner, 1799)
- E. hebesana (Walker, 1863)
- E. heinrichi McDunnough, 1929
- E. illepidana (Kennel, 1901)
- E. impudens (Walsingham, 1884)
- E. infuscata Heinrich, 1923
- E. ingrata Falkovich, 1971
- E. kiyosatoensis Kawabe, 1980
- E. lapideana (Herrich-Schäffer, 1851)
- E. limata Falkovich, 1962
- E. lutescens Diakonoff, 1973
- E. marginana - Scherpe kuifbladroller (Haworth, 1811)
- E. melanosticta (Walsingham, 1895)
- E. menthivora (Oku, 1963)
- E. micans Diakonoff, 1973
- E. mollisana (Walker, 1863)
- E. montanana (Kearfott, 1907)
- E. nephelopsycha (Meyrick, 1934)
- E. nigricostana - Donkere kuifbladroller (Haworth, 1811)
- E. nubilana (Clemens, 1865)
- E. oblongana - Kustkuifbladroller Haworth, 1811
- E. pauperculana (Staudinger, 1859)
- E. pullana - Moeraskuifbladroller (Haworth, 1811)
- E. quadrimaculana - Paardenkopbladroller (Haworth, 1811)
- E. remigera Falkovich, 1971
- E. rhachistis (Diakonoff, 1973)
- E. rubipunctana (Kearfott, 1907)
- E. simplissima Diakonoff, 1953
- E. sordulenta Heinrich, 1926
- E. sororiana (Herrich-Schäffer, 1850)
- E. trizona Diakonoff, 1973
- E. ustulana - Zenegroenbladroller (Haworth, 1811)
- E. vasculigera Meyrick, 1938
- E. villosula Falkovich, 1966